# Lightray (DC Comics)
Lightray (Solís) (Rayo de luz en español) es un surperhéroe ficticio de DC Cómics.

## Historia de la publicación
Fue creado por Jack Kirby para "El cuarto mundo de jack kirby" de la serie meta, que apareció por primera vez en los Nuevos Dioses #1 (febrero de 1971).

## Biografía del personaje
Lightray es la estrella más brillante de Nuevo Génesis y un alto espíritu de Dios Nuevo. A diferencia de su amigo siniestro Orión, Lightray es alegre y optimista y prefiere solucionar los problemas a través de compromiso en vez de combates. Utiliza la velocidad de la luz como ventaja para eludir a sus enemigos.
Lightray ha pertemanecido por un periodo como miembro de la
Liga de Justicia. Se unió a una rama internacional, junto con Orión en la misma noche como una campaña no logró encontrar otros nuevos reclutas. La diferencia entre las dos se ilustra en la batalla. Mientras Lightray utiliza un mínimo de esfuerzo en batalla contra su enemigo, Palanca, con un gasto sencillo de energía a la cara del hombre mientras, Orión prefiere destruir el pavimento alrededor de Blackrock y entonces se enfada cuándo su adversario se rinde en vez de luchar hasta la muerte.
En esta misma edición, Lightray demuestra su conocimiento del ajedrez. El cabello largo de light le hace ser confundido por una mujer la General Gloria. Se quedan con el equipo hasta justo después de la batalla con el viejo enemigo de la General gloria el Mal de Ojo.
Su idea de diversión es proteger Nuevo Génesis de Apokolips, Darkseid, y sus subordinados. Reside en Nuevo Génesis y participa continuamente en la aventura. Regresó a la tierra brevemente en JLA #27 (marzo de 1999), como parte de una expansión de emergencia de la Liga de Justicia. El equipo batalla contra el androide Amazo en los Everglad de Florida. La mayoría de ellos están sometidos y sus poderes copiados, Lightray incluido. Amazo Pierde sus poderes cuando Supermán, como el presidente, oficialmente disuelve a la Liga, poniendo fin a la membresía de Lightray.
Aparece otra vez para ayudar a la Liga junto a Orión y Big Barda cuándo el planeta Qward atacó a la tierra con un barco gigante.
En Cuenta regresiva #48, Lightray cae a la tierra después de una larga lucha con el Asesino de los Nuevos Dioses (más tarde se reveló fue Infinity-Man). Muere en las manos de Jimmy Olsen, repitiendo la palabra "infinito" y con un brillo mucho más brillante.
En Crisis Final #7, Lightray se muestra junto a Big Barda y el Sr. Milagro tras la reencarnación de Nuevo Génesis en las ruinas de Apokolips.

## Poderes y habilidades
Como todos los Nuevos Dioses, Lightray es funcionalmente inmortal y posee gran fuerza, resistencia y reflejos sobrehumanos. Lightray es capaz de levantar varias toneladas con facilidad. Además sus reflejos y durabilidad son más que asombrosos. Lightray posee un grado de invulnerabilidad limitado, no obstante ha resistido el ataque de seres poderosos como Orion y kalibak. Lightray puede volar a la velocidad de la luz o incluso más rápido; también puede generar y proyectar energía solar. Es capaz de crear destellos brillantes intensos similares a un láser y también crear ilusiones ópticas. Utilizando su poder hasta llegar al máximo puede generar un sol enorme o una explosión nova. Aunque Lightray es un ser pacífico, está bien entrenado en el combate cuerpo a cuerpo, sin embargo el prefiere usar sus poderes solares en combate. Lightray lleva en su casco una de las poderosas computadoras vivientes, llamadas Caja Madre.

## Versiones Alternativas

### Siete Soldados de la Victoria
Lightray Hace varias breves apariciones aunque no habla en Siete Soldados de la victoria, serie escrita por Grant morrison's, donde su forma humana es un frágil hombre con muletas.

### Capitán Zanahoria
En la miniserie Capitán Zanahoria y el arca final, la contraparte de Lightray es el "Perro Nuevo" un perro antropomórfico llamado Lightstray.

### JLA: El Clavo
En el 1998 Mundo alternativo de JLA: El Clavo; Lightray está descrito luchando en una guerra entre Nuevo Génesis y Apokolips.

## En otros medios

### Televisión
- Lightray Aparece en la serie Superman: la serie animada en el episodio "El Legado Parte 2, pero en esta versión no habla.
- Lightray Aparece en la Liga de la justicia en el episodio de la segunda temporada "Anochecer" con la voz de Rob Paulsen. Cuándo Batman y Mujer Maravilla llegan a Nuevo Génesis para buscar a Orión, Lightray se burla de ellos diciéndoles insectos, dándole a la Mujer Maravilla una palmada en la espalda, por lo que ella dice; "es peor que Flash!". Esto conduce a una persecución alrededor de Nuevo Génesis pero Batman se las arregla para atraparlo con su capa y luego Orión llega. Lightray es visto más tarde visto con Batman, Mujer Maravilla, y Orión cuando conocen a Highfather.
- Lightray Regresa en un episodio sin hablar de la Liga de la justicia ilimitada "El Destructor ". Se Encuentra con Lex Luthor, Sinestro y la Sociedad Secreta cerca de Nuevo Génesis después de que accidentalmente revivieran a Darkseid solo para ser atacado y por ellos y obtener su Caja Madre robada por Evil Star, el cual la sociedad usa para regresar a la Tierra, tras haber sido destruida su base por Darkseid. Su destino después de que Evil Star robara su Caja Madre es desconocido.

### Película
- Una versión alternativa del universo Lightray aparece en la Liga de la Justicia: Dioses y monstruos con la voz de Trevor Devall. Él participa en la traición de Highfather a Darkseid y es asesinado por Bekka cuando la ataca.